# Balleroy
Balleroy là một xã ở tỉnh Calvados, thuộc vùng Normandie ở tây bắc nước Pháp.

## Thành phố kết nghĩa
- Ribe, Esbjerg, Đan Mạch